# Mneme (astronomia)
Mneme (dal greco Μνήμη), o Giove XL, è un satellite naturale irregolare del pianeta Giove. 

## Scoperta
L'annuncio della scoperta del satellite è stato dato nel maggio 2003 da una squadra di astronomi dell'Università delle Hawaii guidata da Scott Sheppard e Brett J. Gladman. Al momento della scoperta gli fu assegnata la designazione provvisoria S/2000 J 21.

## Denominazione
Nel 2005 l'Unione Astronomica Internazionale (IAU) gli ha assegnato il nome ufficiale che fa riferimento a Mneme, che nella mitologia greca è una delle tre muse originali, confusa a volte con Mnemosine e figlia di Zeus.

## Parametri orbitali
Mneme è caratterizzata da un movimento retrogrado ed appartiene al gruppo di Ananke, composto da satelliti retrogradi ed irregolari che orbitano attorno a Giove ad una distanza compresa fra 19,3 e 22,7 milioni di chilometri, con una inclinazione orbitale pari a circa 150°.
Ha un diametro di circa 2 km e orbita attorno a Giove in 640,769 giorni, ad una distanza media di 21,427 milioni di km, con un'inclinazione di 149° rispetto all'eclittica (148° rispetto al piano equatoriale di Giove) e con un'eccentricità orbitale di 0,2214. La sua velocità orbitale media è di circa 2,43 km/s.